# Typhlops platycephalus
Espèce
Synonymes
- Antillotyphlops platycephalus (Duméril & Bibron, 1844)

Typhlops platycephalus est une espèce de serpents de la famille des Typhlopidae.

## Répartition
Cette espèce est endémique des Antilles. Elle se rencontre à Porto Rico et aux îles Caïques.

## Publication originale
- Duméril & Bibron, 1844 : Erpétologie générale ou Histoire naturelle complète des reptiles. Librairie encyclopédique Roret, Paris, vol. 6, p. 1-609 (texte intégral).